# Maddie Taylor
Maddie Taylor (născută Matthew William Taylor, n. 31 decembrie 1966, Flint, Michigan, SUA) este un actor de film, televiziune și voce american.

## Legături externe
- Maddie Taylor la Internet Movie Database